# بار رفائيلي
بار رفائيلي ((بالعبرية: בר רפאלי‏) ولدت بتاريخ 4 يونيو 1985 وهي عارضة وممثلة إسرائيلية من والدين من أصول بولندية وإيطالية وليتوانية يهودية.
رفائيلي عارضة شهيرة ظهرت بالكثير من الإعلانات من طفولتها حتى بعمر 8 أشهر. وعملت كعارضة أزياء لأهم شركات ووكالات الأزياء في إسرائيل والعالم.
حازت رفائيلي على لقب «عارضة السنة» لعام 2000 و2001. ثم أصبحت عارضة عالمية وعُرضت صورها على غلاف أهم مجلات الموضة مثل مجلة elle واختارتها المجلة لتكون «واحدة من 25 فتاة الأكثر تأثيراً في العالم». وقامت بعرض ثياب السباحة لمجلة سبورتس اليستريتد سويم سووت ايشيوز والعديد من الماركات العالمية.
أما بالنسبة لحياتها الشخصية فرفائيلي كانت الصديقة المقربة للممثل الأمريكي ليوناردو دي كابريو من عام 2006 حتى 2011.
لم تكمل بار الخدمة العسكرية في الجيش الإسرائيلي، وفي يوليو 2020 أدينت رفائيلي بالتهرب الضريبي، وأقرت بالتهمة التي تتضمن تقديم بيانات ضريبية كاذبة أثناء إقامتها في الخارج، للتهرب من دفع الضرائب. وحكم عليها بـ9 أشهر عمل اجتماعي، وغرامة قدرها 2.5 مليون شيكل.

## روابط خارجية
- بار رفائيلي على موقع IMDb (الإنجليزية)
- بار رفائيلي على موقع ألو سيني (الفرنسية)
- بار رفائيلي على موقع أول موفي (الإنجليزية)
- بار رفائيلي على موقع إن إن دي بي (الإنجليزية)
- بار رفائيلي على موقع قاعدة بيانات الفيلم (الإنجليزية)
- بار رفائيلي على موقع كينوبويسك (الروسية)
- بار رفائيلي على موقع دليل عارضات الأزياء (الإنجليزية)